# Notabene

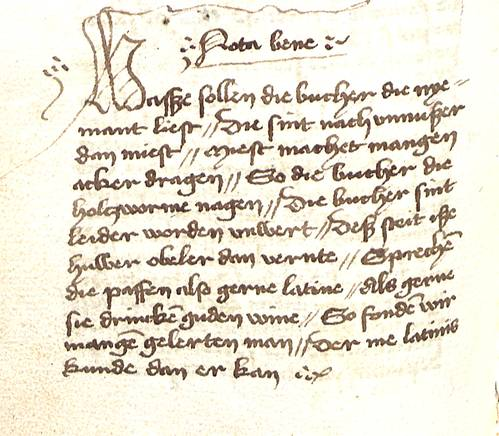
Ein Notabene der Stadtbibliothek Mainz

Ein Notabene oder nota bene ist eine lateinische und italienische Floskel, die wörtlich „merke wohl“ bedeutet und mit „wohlgemerkt“ oder auch „übrigens“ übersetzt werden kann. Sie ist zusammengesetzt aus dem Imperativ des lateinischen Verbs notare, hier mit der Bedeutung „bemerken“, und dem Adverb bene mit der Bedeutung „gut, wohl“.

## Schreibweisen und Verwendung im Deutschen
Im Deutschen ist die Zusammenschreibung notabene, die auch vom Duden verzeichnet ist, üblich.
Entsprechend den beiden Schreibweisen gibt es zwei Formen der Abkürzung: NB für notabene (eingedeutscht, ein Wort) und N. B. für nota bene (lateinisch, zwei Wörter).
Als Adverb kann notabene (genau wie wohlgemerkt) an einer passenden Stelle im Satz eingefügt werden. Notabene oder die Abkürzung NB, gefolgt von einem Doppelpunkt, kann auch einem Satz vorangestellt werden, um diesen als Anmerkung zu kennzeichnen.

## Pluralform und Substantiv
Im Plural lautet die Aufforderung notate bene (lateinisch und italienisch). Diese Form ist in deutschen Texten aber genauso unüblich wie die deutsche Entsprechung „merkt wohl“.
Im Deutschen gibt es außerdem die Substantivierung (das) Notabene mit der Bedeutung „Vermerk“, die ebenfalls selten gebraucht wird.